# Levantamento de peso nos Jogos Pan-Americanos de 2015 - Até 105 kg masculino
A categoria até 105 kg masculino do levantamento de peso nos Jogos Pan-Americanos de 2015 foi disputada em 15 de julho  no Centro Esportivo Oshawa, em Oshawa. 

## Calendário
Horário local (UTC-4).
| Data        | Horário | Fase  |
| ----------- | ------- | ----- |
| 15 de julho | 14:00   | Final |

## Medalhistas
| Ouro   | VEN Jesús González |
| Prata  | BRA Mateus Machado |
| Bronze | ECU Jorge Arroyo   |

## Recordes
Recordes mundial e pan-americano antes da disputa dos Jogos Pan-Americanos de 2015.
| Recorde mundial       | Arranque  | BLR Andrei Aramnov | 200 kg | Pequim, China                       | 18 de agosto de 2008   |
| Recorde mundial       | Arremesso | KAZ Ilia Ilin      | 242 kg | Almaty, Cazaquistão                 | 15 de novembro de 2014 |
| Recorde mundial       | Total     | BLR Andrei Aramnov | 436 kg | Pequim, China                       | 18 de agosto de 2008   |
| Recorde Pan-Americano | Arranque  | ECU Boris Burov    | 175 kg | Santo Domingo, República Dominicana | 16 de agosto de 2003   |
| Recorde Pan-Americano | Arremesso | ECU Boris Burov    | 215 kg | Winnipeg, Canadá                    | 13 de agosto de 1999   |
| Recorde Pan-Americano | Total     | ECU Boris Burov    | 397 kg | Winnipeg, Canadá                    | 13 de agosto de 1999   |

## Resultado
| Pos.              | Halterofilista    | Nacionalidade            | Grupo | Peso Atleta (kg) | Arranque (kg) | Arremesso (kg) | Total (Kg) |
| ----------------- | ----------------- | ------------------------ | ----- | ---------------- | ------------- | -------------- | ---------- |
| Medalha de ouro   | Jesús González    | VEN Venezuela            | A     | 104.51           | 175           | 210            | 385        |
| Medalha de prata  | Mateus Machado    | BRA Brasil               | A     | 104.51           | 175           | 202            | 377        |
| Medalha de bronze | Jorge Arroyo      | ECU Equador              | A     | 104.38           | 175           | 200            | 375        |
| 4                 | Patrick Mendes    | BRA Brasil               | A     | 104.95           | 170           | 200            | 370        |
| 5                 | Alejandro Cisnero | CUB Cuba                 | A     | 104.43           | 163           | 206            | 369        |
| 6                 | Asniel Rodriguez  | CUB Cuba                 | A     | 104.86           | 169           | 195            | 364        |
| 7                 | José Familia      | DOM República Dominicana | A     | 104.92           | -             | -              | DNF        |

Legenda
| Recorde mundial                  | Recorde mundial (World record)               |                       | Recorde africano                      | Recorde africano (African) |                                           | Q | Classificado por posição (Qualified) |
| Recorde dos Jogos Pan-Americanos | Recorde pan-americano (Pan-American record)  | Recorde da América    | Recorde da América (Americas)         | q                          | Classificado por melhor tempo (Qualified) |   |                                      |
| Melhor marca do ano              | Melhor marca do ano (World leading)          | Recorde asiático      | Recorde asiático (Asian)              | DNS                        | Não largou (Did not start)                |   |                                      |
| Recorde nacional                 | Recorde nacional (National record)           | Recorde europeu       | Recorde europeu (European)            | DNF                        | Não terminou (Did not finish)             |   |                                      |
| Recorde pessoal                  | Recorde pessoal do atleta (Personal best)    | Recorde da Oceania    | Recorde da Oceania (Oceania)          | DSQ / DQ                   | Desclassificado (Disqualified)            |   |                                      |
| Recorde da temporada             | Recorde da temporada do atleta (Season best) | Recorde sul-americano | Recorde sul-americano (South America) | NM                         | Sem marca (No mark)                       |   |                                      |